# Pizunda
Pizunda (abchasisch Ԥицунда/Pizunda; russisch Пицунда/Pizunda; georgisch ბიჭვინთა/Bitschwinta) ist eine Stadt in der zu Georgien gehörenden autonomen Republik Abchasien, die als Schwarzmeerkurort und Touristenziel bekannt ist. Sie gehört zum Rajon Gagra.

## Geographische Lage

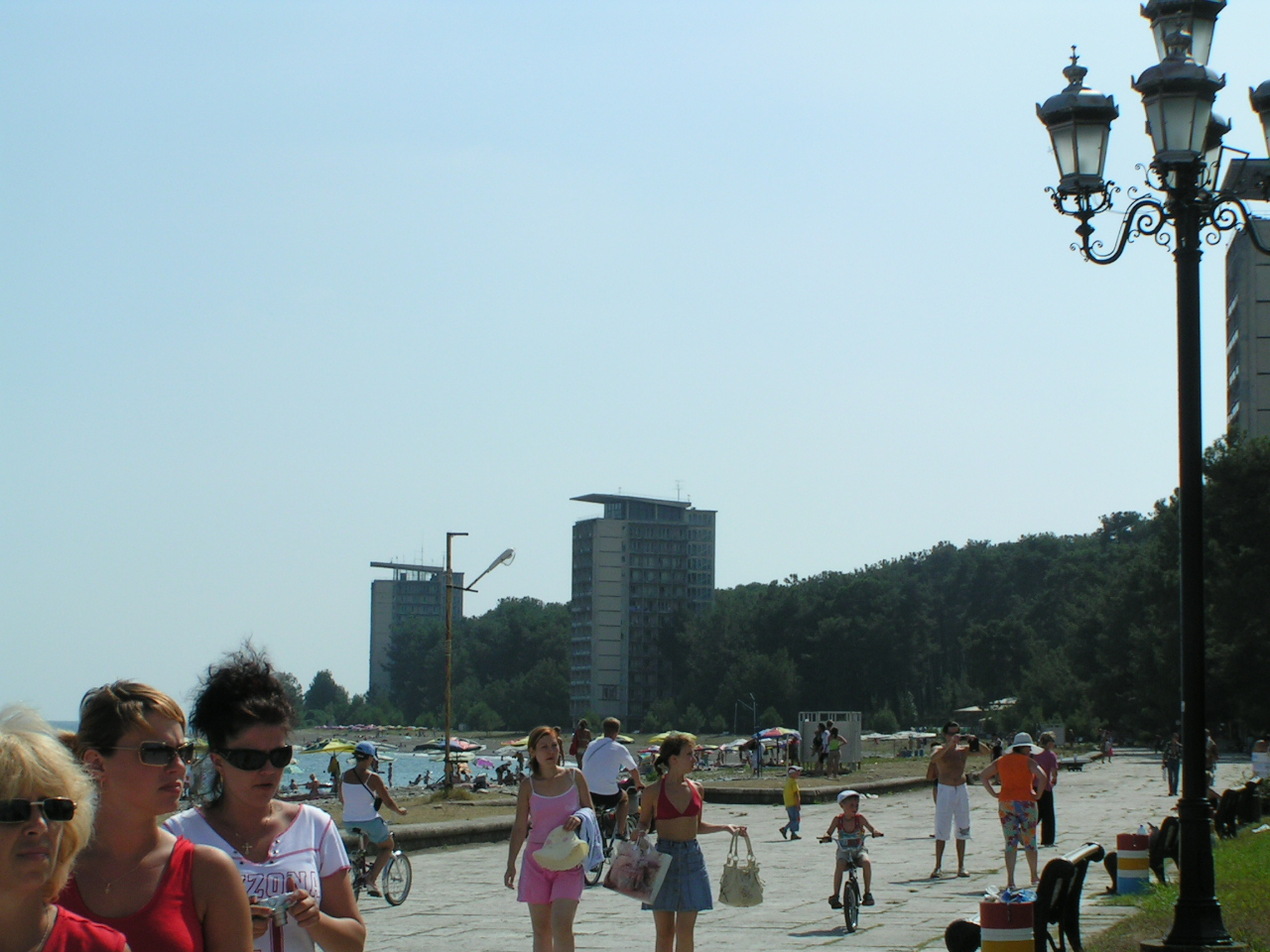
Uferpromenade in Pizunda

Pizunda liegt auf einem gleichnamigen Kap im Schwarzen Meer etwa 25 km südöstlich von Gagra. Der Ort ist von Kiefernwäldern umgeben, die teilweise bis an die Küste reichen. Im Gegensatz zu anderen Schwarzmeerorten besteht die Küste in Pizunda aus Sandstrand.

## Geschichte
Die erste Siedlung auf dem Kap Pizunda entstand im 4. Jahrhundert v. Chr. Später wurde hier von den Griechen die Stadt Pitius (altgriechisch Πιτυοῦς Pityoũs) in der Region Kolchis gegründet. Um die Wende vom 2. zum 1. Jahrhundert v. Chr. wurde die Stadt Teil des Königreichs Pontos.
Gegen Ende des 2. Jahrhunderts wurde Pityus Grenzstadt des Römischen Reiches und bis zur Mitte des 3. Jahrhunderts Garnisonsort der Legio XV Apollinaris. Ein erster Zug der Boraner gegen die Stadt kurz vor 255 schlug fehl. 255 eroberten und plünderten die Boraner zusammen mit den Goten die Stadt. Die genaue Datierung der beiden Kriegszüge in Interpretation der Neuen Geschichte des Zosimos ist allerdings umstritten. Die Stadtmauern wurden wieder aufgebaut, durch weitere Türme verstärkt und umschlossen auch einen Kanal. Kurz nach Fertigstellung der Mauern bauten die Römer im südwestlichen Teil dieses Kanals die älteste Basilika, welche an der östlichen Schwarzmeerküste derzeit bekannt ist. An den großen, rechteckigen Grundriss dieser frühen Kirche fügte sich eine siebeneckige Apsis mit einem säulengeschmückten Umgang an. Eine solche Architektur war damals charakteristisch für römische Gedächtniskirchen zu Ehren von Aposteln oder Märtyrern. In Pizunda ist bereits sehr früh das Patrozinium des Apostels Andreas belegt. 325 nahm der im westlichen Georgien tätige Bischof Stratophilos von Pityus am Ersten Konzil von Nicäa teil. 407 war Pityus geplanter Verbannungsort des Johannes Chrysostomos, der aber auf dem Gewaltmarsch dorthin bereits nahe Comana Pontica in der kleinasiatischen Landschaft Pontos im Tal des Flusses Iris starb. Die Stadt Pityus war ausgewählt worden, weil sie zu dieser Zeit den östlichsten Vorposten des (seit 395 geteilten) Römischen Reiches bildete.

Kaukasus-Region 290 v. Chr., die Region Kolchis mit Pityus in Grün.

Im Jahr 780 wurde die Stadt als Pitiunt Teil des Königreichs Abchasien. Vom 14. bis zum 15. Jahrhundert bestand hier die genuesische Handelskolonie Pizonda. Vom 17. bis zum 18. Jahrhundert befand sich die Stadt unter osmanischer Herrschaft. Im 19. Jahrhundert wurde Pizunda gemeinsam mit ganz Abchasien Teil Russlands und auf diese Weise später auch der Sowjetunion.
In der Sowjetunion hatte Pizunda den Status einer Siedlung städtischen Typs. Als Kurort gewann es ab 1960 an Bedeutung. Pizunda war der bevorzugte Urlaubsort von Staats- und Parteichef Nikita Chruschtschow. Es wurden zahlreiche neue Gebäude errichtet und die Kiefernwälder, die hier vorherrschten, erheblich dezimiert. Direkt am Strand wurden sieben 14 bis 15 Stockwerke hohe Appartementhäuser errichtet. Die rege Bautätigkeit in Pizunda hielt auch in den folgenden Jahren an.
Seit dem Zerfall der Sowjetunion ist Pizunda Teil der de facto unabhängigen Republik Abchasien, wenngleich die internationale Gemeinschaft die Region mehrheitlich nach wie vor als Teil Georgiens ansieht. 2007 wurde Pizunda zur Stadt erhoben.

## Sehenswürdigkeiten

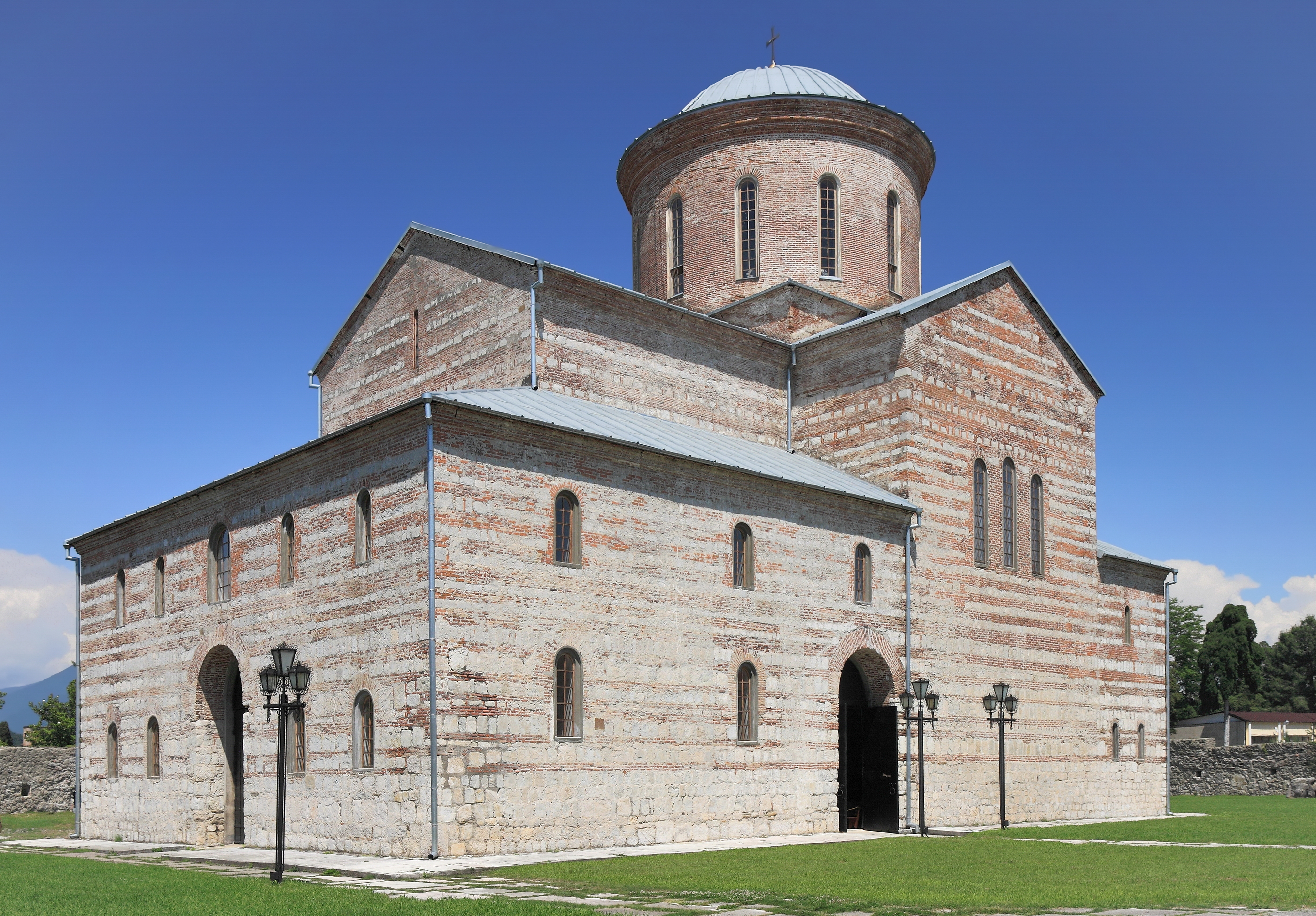
Patriarchalkathedrale

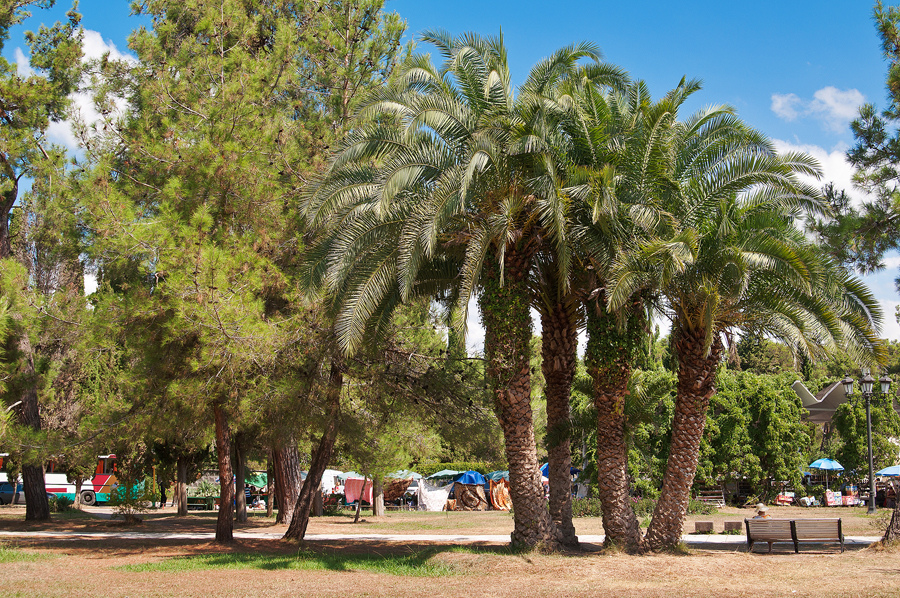
Campingplatz in Pizunda

Eines der bedeutendsten Zeugnisse mittelalterlicher Baukunst in Abchasien ist die Patriarchalkathedrale von Pizunda der abchasischen orthodoxen Apostelkirche. Seit der Zeit der Sowjetunion wird der Bau als Konzertsaal genutzt. Dazu wurde 1975 eine Orgel mit 51 Registern durch das Potsdamer Unternehmen (damals VEB) Alexander Schuke eingebaut und der Kirchenraum mit gepolsterten Klappsesseln bestuhlt.

## Verkehr
Durch seine Lage auf einer Landzunge liegt Pizunda etwa 6 km südwestlich der bedeutendsten abchasischen Straßenverbindung, die das Land in seiner vollen Länge durchzieht (Teil der georgischen S 1) sowie der Haupteisenbahnstrecke Abchasiens.

## Söhne und Töchter der Stadt
- Peyveste Emuhvari (1873–1944), zehnte Frau des osmanischen Sultans Abdülhamid II.
- Chibla Gersmawa (* 1970), abchasisch-russische Opernsängerin